# FC United of Manchester
FC United of Manchester är en fotbollsklubb i Manchester i England, grundad 2005 av Manchester United-supportrar i opposition mot Malcolm Glazers maktövertagande av "deras" klubb. Klubben spelar sedan säsongen 2019/2020 i Northern Premier League Premier Division.
Klubben startade i andra divisionen i North West Counties Football League (nivå 10). Den 15 april 2006 blev det klart att klubben vunnit divisionen, och spelade därmed säsong 2006/2007 i division ett (nivå 9). Under debutsäsongen hade klubben det näst högsta åskådarsnittet (3 059) i engelsk fotboll under The Football League. Den 18 april 2007 stod det klart att klubben blivit mästare även i Division One, och att man därmed skulle spela i Northern Premier League Division One North (nivå 8) säsongen 2007/2008. Klubben kom tvåa direkt och gick upp en division för tredje raka säsongen, denna gång till Northern Premier League Premier Division (nivå 7). Säsongen 2014/2015 vann man den divisionen och tog nästa steg, till National League North (nivå 6). Säsongen 2015/2016 slutade man på plats 13 av 22.
Klubbens tränare var från grundandet och fram till oktober 2017, den före detta fotbollsspelaren i bland annat Macclesfield Town, Karl Marginson. Sedan oktober 2017 är Tom Greaves tränare.
Även om majoriteten av klubbens supportrar kommer från Manchester och närliggande områden, har klubben supportrar i över tio länder, inklusive Polen, Nya Zeeland och USA. Det är inte ovanligt att utrikessupportrar åker till England enbart för att se en match med FC United. Den lokala TV-stationen Channel M påbörjade i januari 2006 en serie program om klubben. Televisionspersonal från Frankrike och Nederländerna har setts vid klubbens matcher.

## Historia

### Klubbens grundande
Klubben grundades sommaren 2005 av missnöjda Manchester United-supportrar. Även om det fanns olika anledningar för deras missnöje med klubben, så var det Malcolm Glazers maktövertagande som fick fansen att ta steget fullt ut för att skapa en ny klubb. United-supportrar hade tidigare övervägt att skapa en ny klubb, i respons till Rupert Murdochs vilja att få makt över klubben 1998, men hans bud på klubben accepterades inte av styrelsen så idén fullföljdes aldrig. När det blev officiellt att Glazer funderade på att ta över klubben dök idén med en ny klubb upp igen, som en möjlig "sista utväg", och diskuterades på Manchester United-fansites.
Glazer-familjen fick full kontroll över Manchester United den 12 maj 2005, och supportrar som hade opponerat sig mot övertagandet av klubben organiserade ett möte vid Manchester Methodist Hall den 19 maj. Även om fokus på det mötet snarare låg vid att fortsätta oppositionen mot Manchester Uniteds nya ägare än att skapa en ny klubb, så meddelade mötets styrelseordförande, Andy Walsh, att diskussion om en ny klubb skulle hållas vid nästa möte, den 30 maj, och att Kris Stewart, styrelseordförande för AFC Wimbledon (AFC Wimbledon är en annan supporterägd klubb som grundades tre år tidigare) hade bidragit med råd om hur de skulle gå till väga för att skapa en ny klubb. Nästa möte ägde rum vid Apollo-teatern i Manchester. Det bestämdes att FC United skulle skapas om 1 000 personer gick med på ett löfte att stödja klubben finansiellt. Även om antalet som gick med på det var strax under 1 000 bestämde organisatörerna att klubben skulle skapas i alla fall, efter att de diskuterat det med Stewart. Stewart anordnade senare ett tredje möte för United-supportrar, där han uppmuntrade intresset för FC United och erbjöd AFC Wimbledons stöd.
En närliggande klubb, Leigh RMI, hade finansiella problem vid den tiden och frågade FC United om de var intresserade av att ta över klubben, på grund av att det skulle underlätta mycket för klubben. Grundarna till FC United godtog inte detta erbjudande med motiveringen att de hade skapat klubben på grund av övertagandet av Manchester United, och att det då vore olämpligt av dem att ta över en annan klubb. De två klubbarna behöll dock sin goda relation, och FC Uniteds första träningsmatch var mot Leigh RMI. Det första namnförslaget som styrelsen skickade in till Football Association var FC United, men detta avböjdes med motiveringen att det var för generiskt. De som hade erbjudit sig att betala pengar till förmån för klubbens grundande blev då tillsagda att rösta fram ett nytt namn till klubben. Förslagen var "FC United of Manchester", "FC Manchester Central", "AFC Manchester 1878" och "Newton Heath United". Manchester United grundades som Newton Heath 1878, och de två namnen gör anspråk på detta arv (Manchester Central var ett av tre val 1902 för det nya namnet i stället för Newton Heath, tillsammans med Manchester Celtic och Manchester United). Den 14 juni tillkännagavs att FC United of Manchester hade blivit valt med 44 % av rösterna. FC United är ett förkortat namn på klubben.
Den 22 juni anställdes Karl Marginson som tränare, och klubben höll provspelning för spelare den 26 juni. Cirka 900 spelare ansökte om att få provspela för klubben, och av dem var det 200 som blev utvalda för en provspelning. Till slut blev det 17 spelare kvar som spelare i FC United, dock har de flesta av de spelarna nu lämnat klubben. Den 8 juli hade över 4 000 personer gett pengar till FC United, och klubben hade över 100 000 pund på banken.
FC United blev accepterade till den andra divisionen i North West Counties Football League (NWCFL), och hamnade därmed på nivå 10 i det engelska ligasystemet, nio nivåer under Premier League. Ligan hade vid tillfället fyra platser lediga, så ingen annan klubb blev nekad avancemang på grund av FC Uniteds tillträde till ligan. Klubben hade inte skapats tidigt nog för att få vara med i turneringen FA Vase under säsongen 2005/2006, men de fick dock vara med i North West Counties League Challenge Cup. Klubben var berättigad att få delta i FA Vase 2006/07, och FA-cupen året efter. Klubben arrangerade så att de, säsongen 2005/2006, fick spela sina hemmamatcher på Burys stadium, Gigg Lane.

### Tre raka uppflyttningar

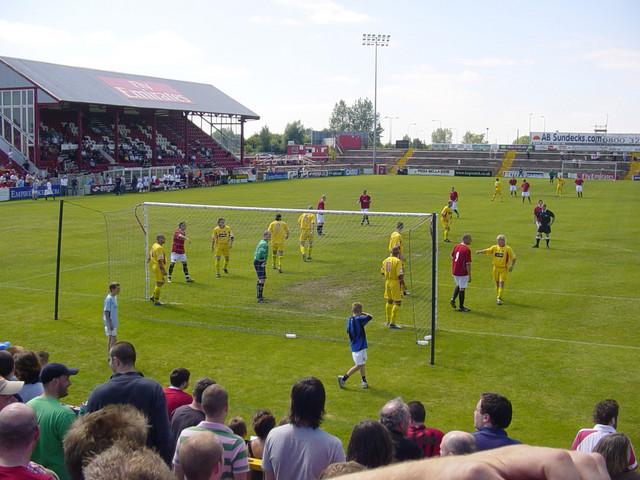
Klubbens allra första match, en träningsmatch mot Leigh RMI.

FC Uniteds första offentliga match var en vänskapsmatch som spelades på bortaplan, mot Leigh RMI, den 16 juli 2005. Matchen slutade 0-0 och många FC United-supportrar invaderade planen vid slutet av matchen. Även om invasionen på planen var godsint, hävdades det att en supporter attackerade en funktionär och St Helens Town lämnade därefter återbud på en vänskapsmatch som var planerad, efter råd från sin säkerhetsman. Klubbens nästa match var en annan vänskapsmatch, mot AFC Wimbledon, den 23 juli. Wimbledon vann matchen med 1-0. Nästa lördag, 30 juli, mötte klubben Stalybridge Celtic i en välgörenhetsmatch för Myra Mandrik, en medlem i Stalybrigdes stab som led av cancer. FC United förlorade matchen med 0-2, men en publik på 1 800 tillförsäkrade en ansenlig summa pengar till matchens orsak.
En viktig milstolpe var FC Uniteds nästa vänskapsmatch, bortamatchen mot Flixton, tisdagen den 2 augusti. FC United gjorde i denna matchen lagets allra första mål, målet gjordes av Steve Torpey tidigt i matchen. Fyra mål till gjordes, och matchen slutade med en vinst på 5-2. Denna matchen var även lagets allra första mot en klubb från samma liga (de tre förra matcherna hade varit mot klubbar i högre divisioner).
NWCFL arrangerade så att FC Uniteds första ligamatch skulle vara en bortamatch mot klubben med den största anläggningen, Leek SCOB, för att bedöma om det vore möjligt för andra klubbar att vara värdar för FC United på sina egna arenor. Matchen spelades den 13 augusti, och det var första gången i ligans historia som en match blev utsåld. En publik på 2 590 personer satte nytt rekord för NWCFL, och publikantalet var större än vad som hade varit under hela Leek SCOB:s förra säsong. FC United vann matchen med 5-2.
FC United spelade sin första hemmamatch den 20 augusti, då de vann mot Padiham med 3-2. Inför en publik på 2 498, ett åskådarantal som var större än vad vissa klubbar i Football League Two hade haft samma dag. Klubben startade sin första säsong bra, med sex vinster och en match som slutade oavgjort. Klubbens första förlust i en tävlingsmatch skedde i den åttonde ligamatchen, den 24 september, då de förlorade på hemmaplan mot Norton United. Klubbens nästa fyra matcher vann de, inkluderat vinsten med 5-1 mot Cheadle Town, i klubbens allra första cup-match. Den 8 oktober satte klubben nytt publikrekord i NWCFL med 3 808 åskådare, rekordet skedde i en match mot Daisy Hill. Den första tävlingsmatchen mot en klubb från en högre division i NWCFL-cupen ägde rum den 13 november. Matchen slutade 2-1 till Colne. Följande månad gjorde klubbens mittfältare, Simon Garden, fem mål i en enda match, i 10-2-vinsten över Castleton Gabriels.
Efter en vinst med 2-1 mot andraplacerade Winsford United den 2 januari 2006, låg laget etta i divisionen med 14 poängs marginal, dock hade Winsford då spelat tre matcher mindre. Matchens åskådarantal, 4 328, satte nytt rekord för ligan och gav FC United det näst högsta åskådarantalet i engelsk fotboll under The Football League vid den tiden för säsongen, och ett högre åskådarantal än sex Football League Two-klubbar. Klubben åkte ur North West Counties League Division Two Cup efter en förlust mot Nelson den 4 februari.
FC United befäste uppflyttning från NWCFL Division Two den 12 april, efter en hemmavinst med 4-0 mot Chadderton. Den 15 april blev det helt klart att klubben var vinnare av Division Two. Oavsett hur det skulle gå i de sista matcherna skulle FC United stå som vinnare.
FC Uniteds första match i NWCFL Division One var mot St Helens Town den 12 augusti 2006. Matchen slutade 2-0 till FC United. Säsongen var imponerande för FC United med en starkare trupp och bra support från läktaren. Klubben säkrade uppflyttning till Northern Premier League Division One North (nivå 8) den 7 april 2007 efter att ha besegrat Ramsbottom United. Seriesegern säkrades den 18 april efter att man besegrat Atherton Laburnum Rovers med 7-1 på Gigg Lane. De nådde även NWCFL:s Challenge Cup-finalen där de besegrade Curzon Ashton, och de tog därmed hem NWCFL:s "dubbel". De slogs ut ur FA-cupen (FA-Vase) i den tredje omgången mot Quorn.
FC United spelade i Northern Premier League Division One North och förlorade sina första två matcher mot Lancaster City den 18 augusti med 1-2, och mot Garforth Town den 22 augusti med 0-1. Sedan nådde man mittenplats i ligan med vinster mot Bridlington Town och Rossendale United. Klubben avslutade säsongen med att hamna på en andra plats, bara en poäng bakom Bradford Park Avenue. Därefter spelade klubben i playoff för den andra avancemangsplatsen. Efter att ha vunnit mot Bamber Bridge med 3-2 i semifinalen, så mötte FC United Skelmersdale United i playoff-finalen, där de vann med 4-1. Därmed avancerade FC United till Northern Premier League Premier Division (nivå 7).
I FA-cupen gjorde man sin debut säsongen 2007/2008 mot Trafford, och vann med 5-2. Man förlorade sedan mot Fleetwood Town med 2-1 i den följande kvalifikationsrundan.
FC United avancerade till finalen i 2007/2008 års Unibond Presidents Cup, trots att de hade förlorat kvartsfinalen mot Nantwich Town. Detta skedde eftersom Nantwich blivit diskvalificerade efter att ha spelat med en spelare som inte var registrerad. FC United mötte i finalen Radcliffe Borough, vilka de vann emot. Därmed tog FC United sin femte pokal på sina tre år som klubb.

### Stiltje

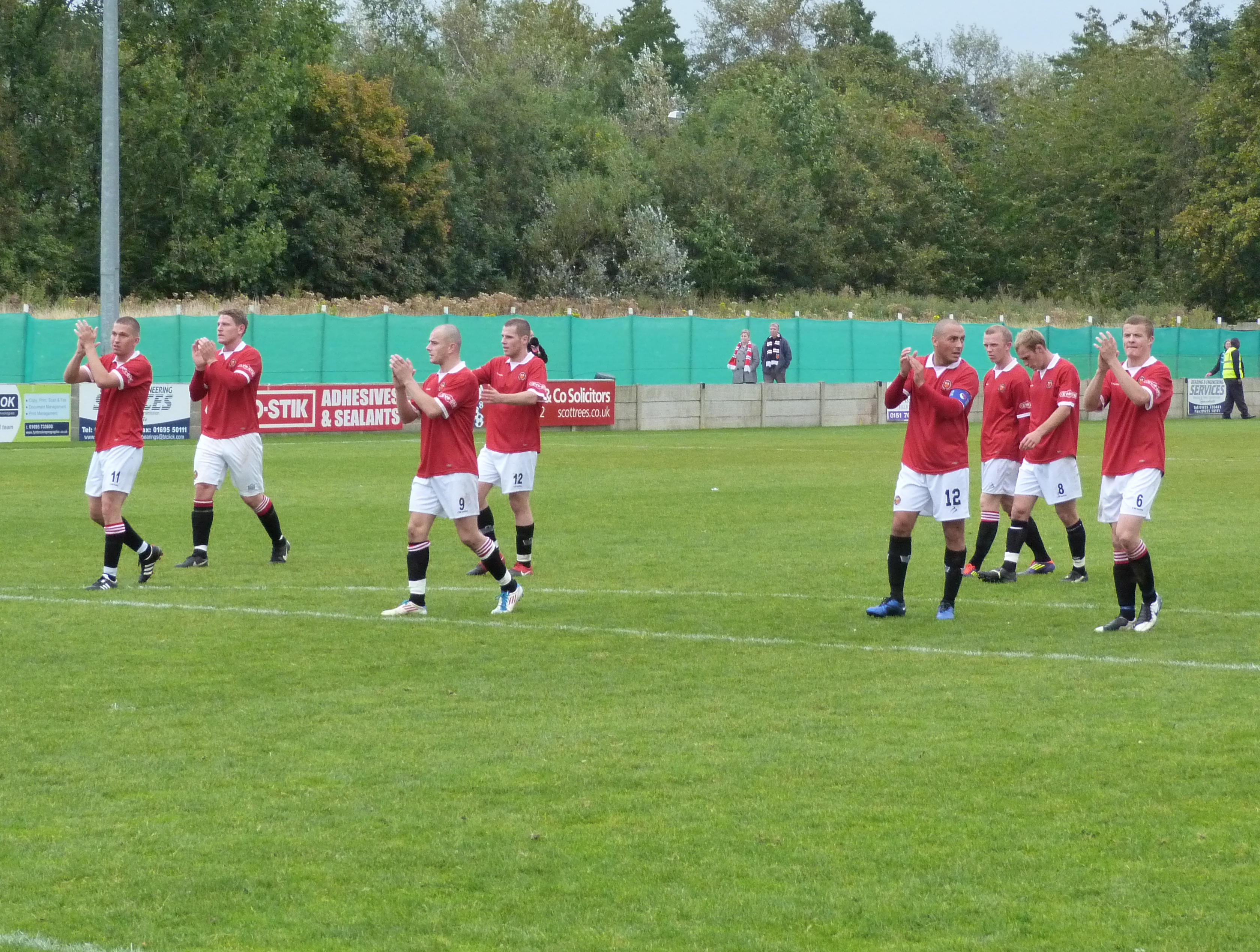
Spelare tackar fansen efter en match 2011.

FC United slutade sin första säsong i Northern Premier League Premier Division 2008/2009 på plats 6 av 22. Man såg länge ut att sluta i en mittenplacering, men kunde så när ha knipit en slutspelsplacering efter imponerande spel i slutet av säsongen. Efter en förlust mot Bradford Park Avenue missade man dock slutspelet. Klubben förlorade denna säsong Rory Patterson till Bradford Park Avenue, men fick en fullgod ersättare i Kyle Wilson, som kom att bli klubbens främsta målskytt under säsongen.
FC United åkte ur FA-cupen under den första kvalificeringsrundan mot Nantwich Town.
Klubben kom efter säsongen ut med en målsättning att vinna ligan säsongen 2009/2010, något man misslyckades grovt med då säsongen slutade med en 13:e plats. I FA-cupen gick man dock längre än tidigare, till den fjärde kvalomgången, där man förlorade mot Northwich Victoria.
2010/2011 tog sig FC United för första gången till playoff i Northern Premier League Premier Division efter en fjärdeplats. Man gick inte upp, men i FA-cupen nådde man andra "riktiga" omgången där man åkte ut mot Brighton & Hove Albion efter omspel.
Även de tre följande säsongerna gick klubben till playoff, men varje gång föll man och gick inte upp. I FA-cupen under dessa säsonger gick man som längst till fjärde kvalomgången.

### Ny serieseger och ny arena

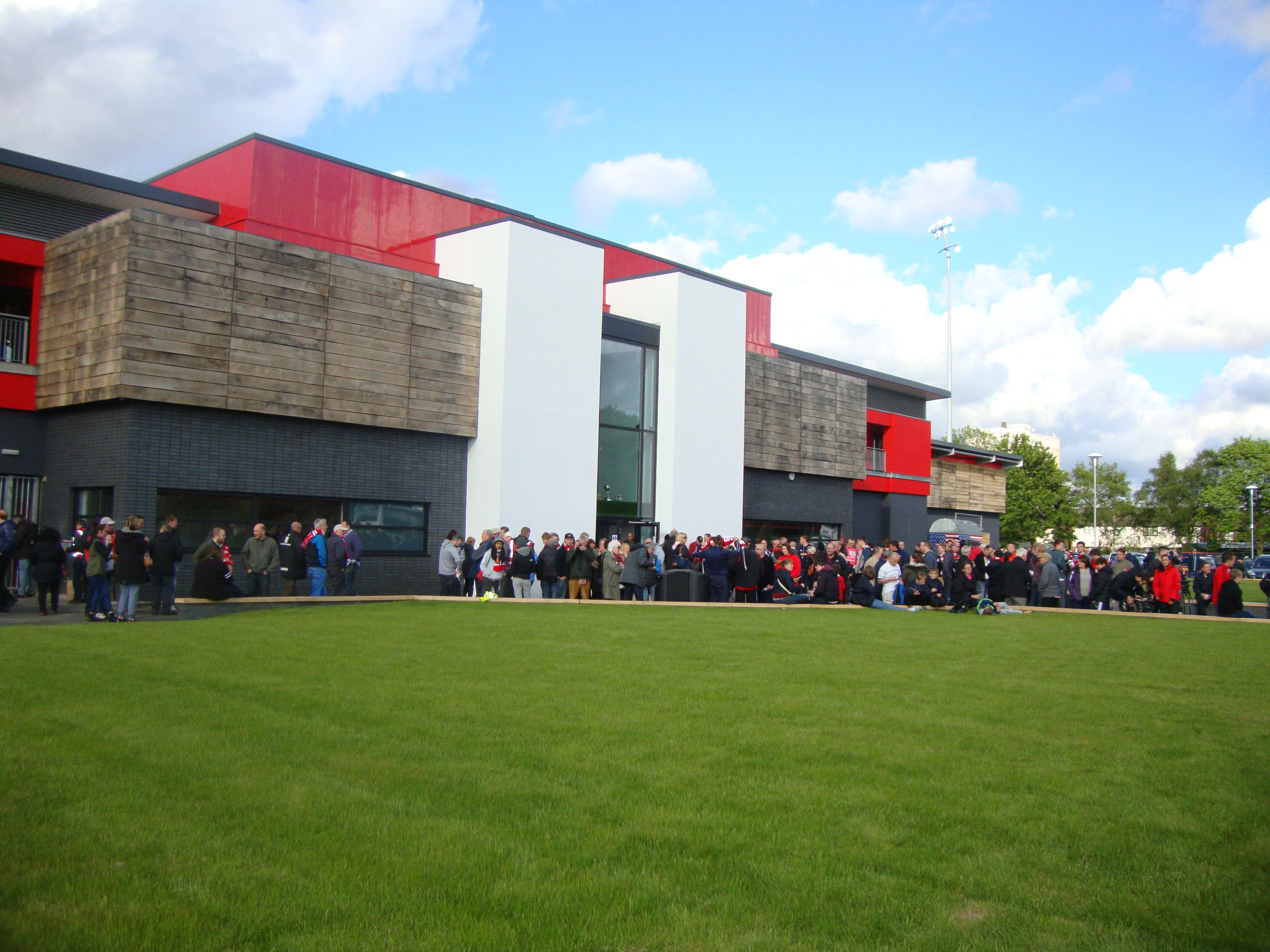
Broadhurst Park under invigningen i maj 2015.

Säsongen 2014/15 lyckades FC United äntligen vinna Northern Premier League Premier Division och kunde avancera till National League North (nivå 6). I FA-cupen åkte man ut i andra kvalomgången, men i FA Trophy gick man så långt som till kvartsfinal, där dock Torquay United blev för svåra.
Till sin första säsong i National League North fick klubben en ny hemmaarena. Redan i mars 2010 hade klubben gått ut med planer på att bygga en egen hemmaarena. Arenan skulle enligt planerna ha kapacitet för 5 000 personer och ligga i Newton Heath, som är den ursprungliga hemadressen för Manchester United. Arenan skulle komma att kosta drygt 39 miljoner svenska kronor, en summa klubben hoppades få in genom, bland annat, donationer. Av dessa planer blev dock intet. Den nya arenan, numera kallad Broadhurst Park, började i stället byggas hösten 2013 i stadsdelen Moston i nordöstra Manchester och blev klar i maj 2015. Publikkapaciteten är på 4 400 personer. Öppningsmatchen var en vänskapsmatch mot Benfica.

## Ligaresultat
| Säsong  | Division                                         | Plats            | Slutställning     | Spelade | Poäng |
| ------- | ------------------------------------------------ | ---------------- | ----------------- | ------- | ----- |
| 2005/06 | North West Counties Football League Division Two | 1 av 19          | Vinnare           | 36      | 87    |
| 2006/07 | North West Counties Football League Division One | 1 av 22          | Vinnare           | 42      | 112   |
| 2007/08 | Northern Premier League Division One North       | 2 av 18          | Playoff-vinnare   | 42      | 81    |
| 2008/09 | Northern Premier League Premier Division         | 6 av 22          |                   | 42      | 72    |
| 2009/10 | Northern Premier League Premier Division         | 13 av 20         |                   | 38      | 47    |
| 2010/11 | Northern Premier League Premier Division         | 4 av 22          | Playoff-final     | 42      | 76    |
| 2011/12 | Northern Premier League Premier Division         | 6 av 22          | Playoff-final     | 42      | 72    |
| 2012/13 | Northern Premier League Premier Division         | 3 av 22          | Playoff-final     | 42      | 83    |
| 2013/14 | Northern Premier League Premier Division         | 2 av 24          | Playoff-semifinal | 46      | 96    |
| 2014/15 | Northern Premier League Premier Division         | 1 av 24          | Vinnare           | 46      | 92    |
| 2015/16 | National League North                            | 13 av 22         |                   | 42      | 53    |
| 2016/17 | National League North                            | Plats 13         |                   | ?       | 54    |
| 2017/18 | National League North                            | Plats 16         |                   | ?       | 50    |
| 2018/19 | National League North                            | Blev nedflyttade |                   | ?       | 34    |

     Uppflyttad

## Damlagets ligaresultat
| Säsong  | Division                                                       | Slutställning |
| ------- | -------------------------------------------------------------- | ------------- |
| 2012/13 | Greater Manchester Women's Football League Premier Division    | 2/9           |
| 2013/14 | Greater Manchester Women's Football League Division One        | 2/7           |
| 2014/15 | Greater Manchester Women's Football League Division One        | 1/6           |
| 2015/16 | North West Women's Regional Football League Division One South | 2/8           |
| 2016/17 | North West Women's Regional Football League Division One South | 2/12          |
| 2017/18 | North West Women's Regional Football League Division One South | 1/10          |
| 2018/19 | North West Women's Regional Football League Premier Division   | 2/11          |

## Organisation
FC United fungerar som ett, på engelska, "industrial and provident society". Medlemskap får man genom att betala en återkommande summa av tio pund till klubben (tre pund för barn), och alla får samma "andel" i klubben; oavsett summa inbetalad till klubben får man (som alla andra medlemmar) till exempel endast ge en röst vid möten.
Klubben har en vald styrelse med tolv medlemmar.

### Klubbens manifest
Klubbens manifest inkluderar följande principer:
- Styrelsen ska vara demokratiskt vald av klubbens medlemmar
- Val ska avgöras enligt principen "en medlem – en röst"
- Klubben ska utveckla starka förbindelser med lokalsamhället och sträva efter att bli åtkomliga för alla, och inte diskriminera någon
- Klubben ska anstränga sig att göra inträdespriser så överkomliga som möjligt, till en så vid krets som möjligt
- Klubben ska uppmuntra unga, lokala medverkande - spelare och supporters - när helst det är möjligt
- Styrelsen ska sträva efter att när det är möjligt undvika ren kommersialism
- Klubben ska fortsätta att vara en ideell organisation

Klubben accepterar sponsorskap, men tillåter inte sponsorernas logotyper på lagets tröjor. Klubbens huvudsponsor under debutsäsongen 2005/06 var Bhopal Medical Appeal och säsongen 2006/2007 var Williams BMW Group huvudsponsor.

## Framtida mål
I november 2006, vid ett klubbmöte, listade klubben bland annat följande mål för de närmaste sex åren:
- Spela i Conference North 2009
  - Det dröjde till 2015 innan man gick upp i National League North, som divisionen bytt namn till
- Ha ett hemmasnitt på 5 000 åskådare 2009
  - Snittet har legat på cirka 2 000 åskådare fram till 2015
- Ha en egen arena som har plats för 7 000 – 10 000 åskådare, så nära Greater Manchester som möjligt, 2012
  - Den nya arenan i Moston med en kapacitet på 4 400 åskådare stod klar i maj 2015
- Ha egna träningsfaciliteter 2009
  - Klubben kom överens med The Manchester College om att få använda deras faciliteter 2010
- Ha ett damlag 2007/08
  - Ett damlag startades 2012/13

## Noterbara spelare

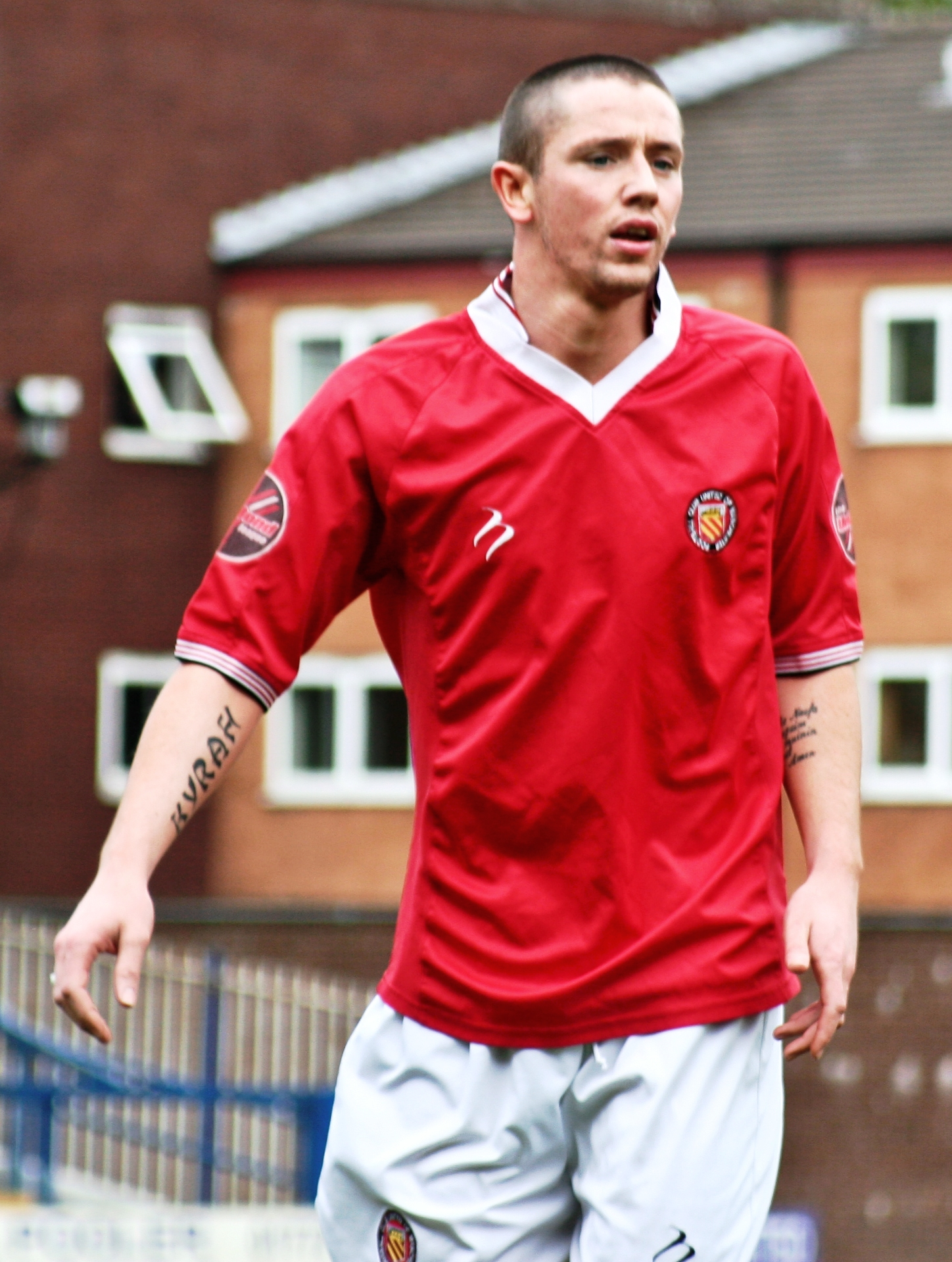
Rory Patterson.